# Опавший лист
«Опавший лист» (тайск. ใบไม้ที่ปลิดปลิว; Bai Mai Tee Plid Plew; англ. The Fallen Leaf) — тайский телесериал, в главных ролях снимались Пимчанок Льювайзетпайбун и Путтичаи Касетсин. Выходил с 11 июня по 20 августа 2019 года на канале One31.

## Сюжет
Нира — в прошлом — мальчик, позднее — юноша, который идентифицирует себя как девушку и мечтает ею стать. Его жизнь отягощена тем, что никто не принимает его выбор, кроме матери, которая любит его всем сердцем. Его отец не пример для подражания, потому что изменяет жене, ненавидит и оскорбляет её за то, что она слишком ласкова и нежна с сыном и всячески потворствует его наклонностям. Мальчик хотел бы, чтобы его отец походил на его дядю Чатчави — мужа сестры отца, единственного, кроме его матери, который понимает его и очень к нему добр. Чатчави замечает искреннюю привязанность племянника и сам отвечает ему отцовской заботой.
Позже мальчик решает при поддержке своей матери сделать то, что навсегда изменит его жизнь — он с матерью уезжает в Англию и делает операцию по смене пола, что превращает его в красивую девушку. Его вымышленное имя Нира происходит от Niranam, что означает «анонимный». К сожалению, его мать погибает вследствие автокатастрофы. Опустошённая и озлобленная Нира выходит из больницы и возвращается в Таиланд с целью отомстить их с матерью обидчикам. Доктор Бенджанг приходит ей на помощь и пускает к себе жить. Нира начинает жить в его доме под видом его сестры.
Однажды Нира вновь встречает Чатчави. Спустя годы Чат, конечно, не узнаёт в ней своего племянника и из-за её необычной внешности влюбляется в неё. Под её очарование попадает и сам отец Ниры и пытается пополнить ею свой любовный список. Никто из этих двоих не знает правды. Любовная трагедия становится всё более и более сложной, когда тётя Ниры Ронг — сестра отца и жена дяди Чата, которая завидует ей и безумно ревнует своего мужа, узнаёт правду о девушке и пытается разоблачить её.

## В ролях

### Основной
- Пимчанок Льювайзетпайбун — Нира Конгсавад
- Путтичаи Касетсин — Чачави Тилаётсакун

### Вторичный
- Юранунт Памормонтри — Чомтават Сириват
- Патаратида Патхагавирапонг — Рунгронг Сириват
- Витая Васукрайпайсарн — Бенджанг Синту
- Кирати Манапреокпонг — Манов
- Апасири Нитибон — Нирамон
- Джаккрит Аммарат — Пон
- Чутима Найяна — Джиб
- Натха Ллойд — Онсри
- Русамикаэ Фагерлунд — Байтонг
- Сейнт Суппапонг Удомкаевканчана - Нира до операции (юноша Вай)